# Hammaslahti
Hammaslahti är en tätort (finska: taajama) i Joensuu stad (kommun) i landskapet Norra Karelen i Finland. Fram till 2008 var Hammaslahti centralorten för Pyhäselkä kommun. Vid tätortsavgränsningen den 31 december 2021 hade Hammaslahti 1 435 invånare och omfattade en landareal av 4,39 kvadratkilometer.